# Renato Ibarra
Alex Renato Ibarra Mina (Ambuqui, 20 febbraio 1991) è un calciatore ecuadoriano, centrocampista dell'Independiente del Valle.

## Carriera

### Club
Ha esordito nel 2009 in prima squadra dove ha collezionato 31 presenze e 3 gol, e nel 2011 si è trasferito al Vitesse.

### Nazionale
Nel 2011 viene convocato nell'Under-20 per prendere parte al campionato sudamericano di calcio Under-20.

## Palmarès

### Club

#### Competizioni nazionali
- Campionato messicano: 1

América: Apertura 2018
- Coppa del Messico: 1

América: Clausura 2019
- Supercoppa del Messico: 1

América: 2019

#### Competizioni internazionali
- Coppa Sudamericana: 1

LDU Quito: 2023